# Бохуњице (Илава)
Бохуњице (слч. Bohunice) су насељено мјесто са административним статусом сеоске општине (слч. obec) у округу Илава, у Тренчинском крају, Словачка Република.

## Становништво
| Година:    | 1994. | 2004. | 2014.   | 2024.   |
| ---------- | ----- | ----- | ------- | ------- |
| Број људи: | 0     | 753   | 759     | 785     |
| Разлика:   |       | –     | +0,79 % | +3,42 % |

| Година:    | 2023. | 2024.   |
| ---------- | ----- | ------- |
| Број људи: | 792   | 785     |
| Разлика:   |       | -0,88 % |

Према подацима о броју становника из 2024. године насеље је имало 785 становника.